# Svarthuvad flugsnappare
Svarthuvad flugsnappare (Ficedula nigrorufa) är en fågel i familjen flugsnappare inom ordningen tättingar.

## Utseende och läten
Svarthuvad flugsnappare är en rätt storhövdad och satt Ficedula-flugsnappare med kraftfull färgsättning. Hanen är djupt orangeröd med svart huvud och svart på vingarna. Honan är mer färglös med beigefärgat ansikte. Lätet är ett mjukt men ändå genomträngande "peee" och hårda "zit zit", medan sången är ljus och metallisk.

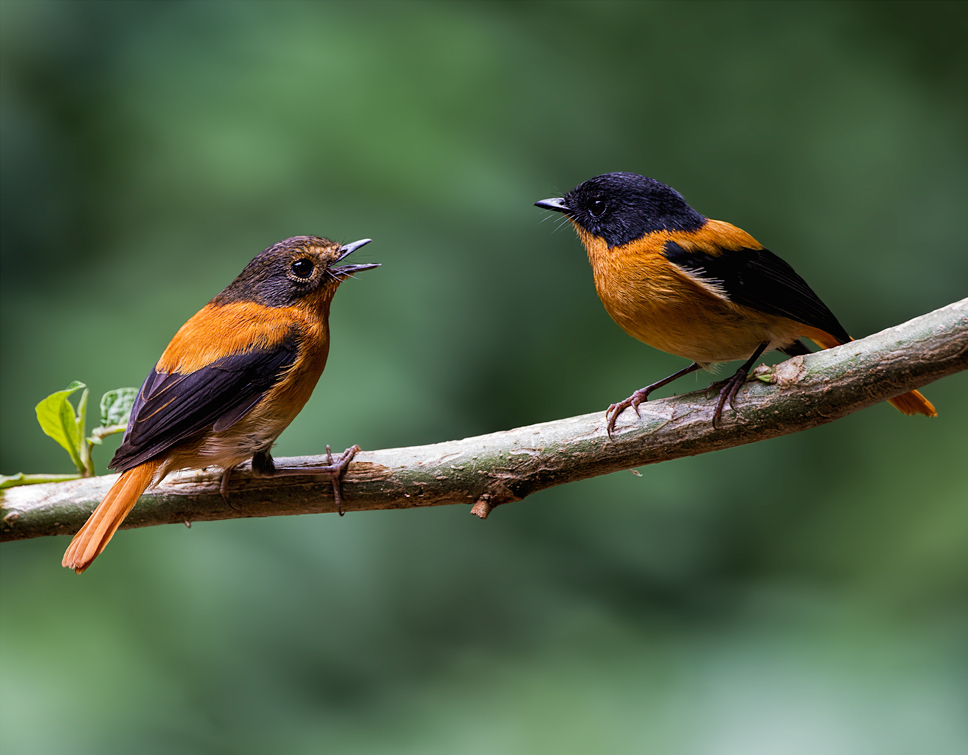
Hona till höger, hane till vänster.

## Utbredning och systematik
Fågeln förekommer enbart i bergsområden i sydvästra Indien (västra Maharashtra i söder till Kerala). Den behandlas som monotypisk, det vill säga att den inte delas in i några underarter.

## Status och hot
Arten har ett stort utbredningsområde, men tros minska i antal, dock inte tillräckligt kraftigt för att den ska betraktas som hotad. Internationella naturvårdsunionen IUCN kategoriserar därför arten som livskraftig (LC).